# چهره برق
چهره برق یا همان چوره پوره یک روستا در ایران استان اردبیل شه ستان نیر است که در دهستان یورتچی غربی واقع شده‌است. چهره برق 150 نفر جمعیت دارد.